# Tungkillo
Tungkillo är en ort i Australien. Den ligger i kommunen Mid Murray och delstaten South Australia, omkring 44 kilometer öster om delstatshuvudstaden Adelaide. Antalet invånare är 362.
Runt Tungkillo är det mycket glesbefolkat, med 3 invånare per kvadratkilometer.. Närmaste större samhälle är Birdwood, nära Tungkillo. 
Trakten runt Tungkillo består till största delen av jordbruksmark. Genomsnittlig årsnederbörd är 419 millimeter. Den regnigaste månaden är juli, med i genomsnitt 68 mm nederbörd, och den torraste är december, med 8 mm nederbörd.